# Asociación Deportiva Lobón
Asociación Deportiva Lobón es un equipo de fútbol español de la localidad de Lobón Badajoz, Extremadura, fundado como CF Lobón en 1966, refundado en 1987 como Sporting 87 , posteriormente pasó a la denominación de CD Lobón hasta 2006, que dejó su sitio para el nombre actual AD LOBÓN que juega en el Grupo 2 de la Primera División Extremeña.
Disputa los partidos como local en el Estadio Municipal SAN BLAS , con una capacidad de 2.700 espectadores.
Campeonato liguero en categoría cadetes en la temporada 2004-2005.Entrenador Eugenio Candela.
Campeonato liguero 2ª DIVISIÓN EXTREMEÑA  y ascenso a 1ª DIVISIÓN EXTREMEÑA en la temporada 2015-16.Entrenador Rubén Valadés.
Ascenso en categoría juvenil a la 1ª DIVISIÓN EXTREMEÑA JUVENIL en la temporada 2017-2018.Entrenador Pedro Juan.
Campeonato liguero 1ª DIVISIÓN EXTREMEÑA en la temporada 2017-18.Entrenador Mario Ballesteros.

Campeonato liguero  1ª DIVISIÓN EXTREMEÑA en la temporada 2018-19.Entrenador Mario Ballesteros.

Clasificación para Copa Del Rey de la temporada 2019-20. y ascenso a 3ªDivisión Nacional.Entrenador Mario Ballesteros 

Participación en Copa Del Rey frente a UD Melilla.(1-0) en la temporada 2019-2020.Entrenador Mario Ballesteros 
Debut en 3ªDivisión Nacional en la temporada 2020-21 . Entrenador Mario Ballesteros 

## Historia
Después de ganar el título de la quinta categoría española en 2019, el club se clasificó a la Copa del Rey, pero perdieron en la ronda preliminar. En julio de 2020, el club logró su primer ascenso a Tercera División.

## Temporadas
| Temporada | División | Posición | Copa del Rey |
| --------- | -------- | -------- | ------------ |
| 1999–00   | 1ª Reg.  | 13°      |              |
| 2000–01   | 1ª Reg.  | 4°       |              |
| 2001–02   | 1ª Reg.  | 9°       |              |
| 2002–03   | 1ª Reg.  | 4°       |              |
| 2003–04   | 1ª Reg.  | 4°       |              |
| 2004–05   | 1ª Reg.  | 11°      |              |
| 2005–06   | DNP      | DNP      | DNP          |
| 2006–07   | 1ª Reg.  | 14°      |              |
| 2007–08   | 1ª Reg.  | 15°      |              |
| 2008–2013 | DNP      | DNP      | DNP          |
| 2013–14   | 1ª Reg.  | 13°      |              |
| 2014–15   | 1ª Reg.  | 5°       |              |
| 2015–16   | 1ª Reg.  | 1°       |              |
| 2016–17   | 1ª Ext.  | 9°       |              |
| 2017–18   | 1ª Ext.  | 1°       |              |
| 2018–19   | 1ª Ext.  | 1°       |              |
| 2019–20   | 1ª Ext.  | 3°       | Preliminar   |
| 2020–21   | 3ª       | 11º      |              |
| 2021–22   | 1ª Ext.  | 5°       |              |
| 2022–23   | 1ª Ext.  | 7°       |              |

1 temporada en Tercera División